# Výronas
Pour les articles homonymes, voir Byron.
Výronas (en grec démotique : Βύρωνας, katharévousa : Βύρων, d’où les formes Viron et Byron), est une ville grecque de la banlieue sud-est d’Athènes qui constitue un dème. La ville doit son nom à George Gordon Byron, 6e baron Byron, le célèbre poète et écrivain anglais, qui est un héros national en Grèce.

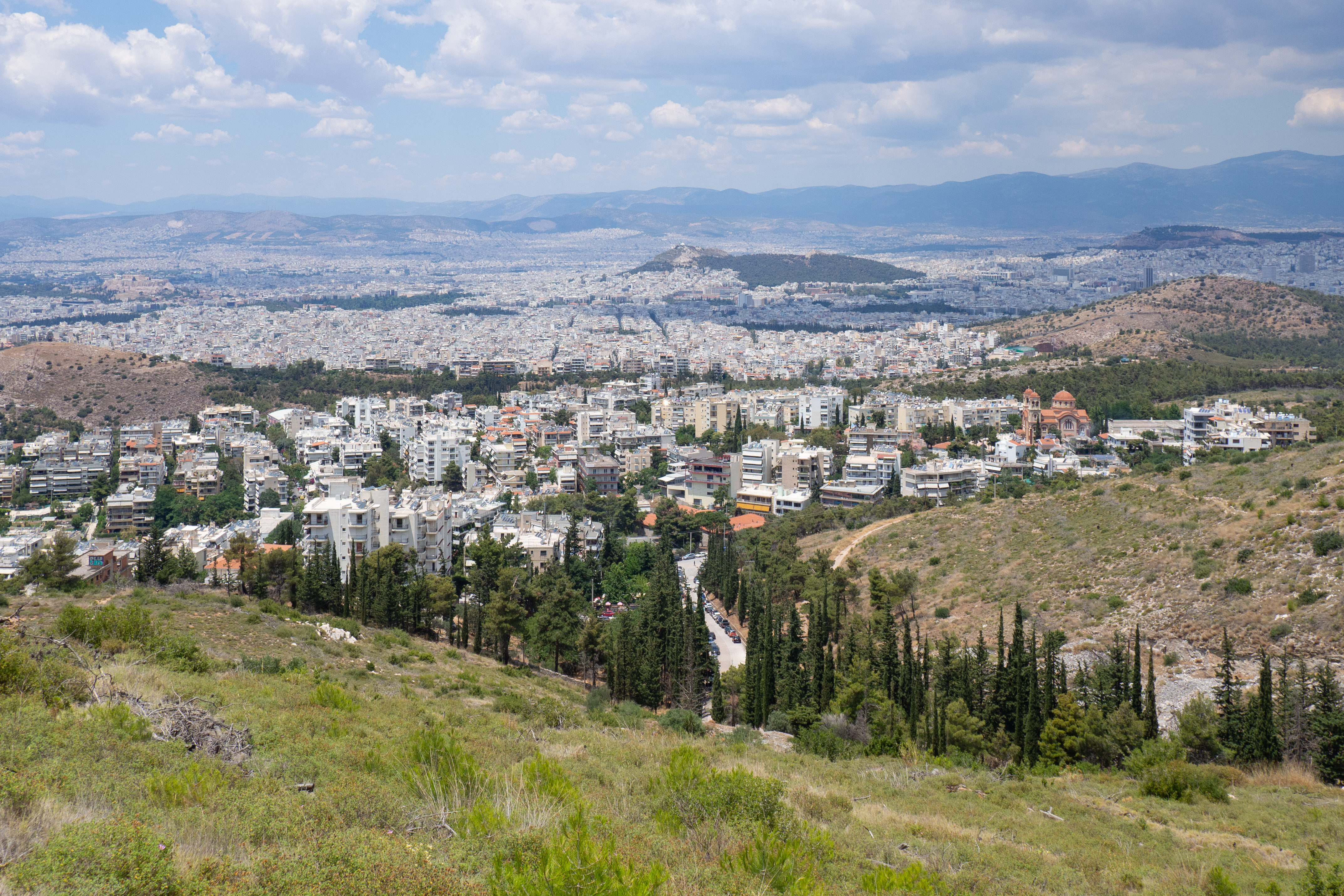
Vue de Vyronas depuis Kareas

## Sites principaux
- Le Stade national de Výronas, d’une capacité de 4 340 places et situé à 3 km du centre d’Athènes, est l’antre de l’Athinaïkós Výronas et de la Dóxa Výronas.
- Le Théâtre Vrachon, où a lieu chaque été le Festival de Výronas.

## Évolution de la population
| Année | Population | Évolution      | Densité     |
| ----- | ---------- | -------------- | ----------- |
| 1981  | 57,880     | -              | 6,288.6/km² |
| 1991  | 58,523     | +643/+1,11 %   | 6 358,4/km² |
| 2001  | 61,102     | +2,579/+4,41 % | 6 638,6/km² |